# Kącik (powiat wieluński)
Kącik – wieś w Polsce położona w województwie łódzkim, w powiecie wieluńskim, w gminie Biała.
W latach 1975–1998 miejscowość administracyjnie należała do województwa sieradzkiego.